# Brookesia tuberculata
Brookesia tuberculata là một loài thằn lằn trong họ Chamaeleonidae. Loài này được Mocquard mô tả khoa học đầu tiên năm 1894.

## Hình ảnh

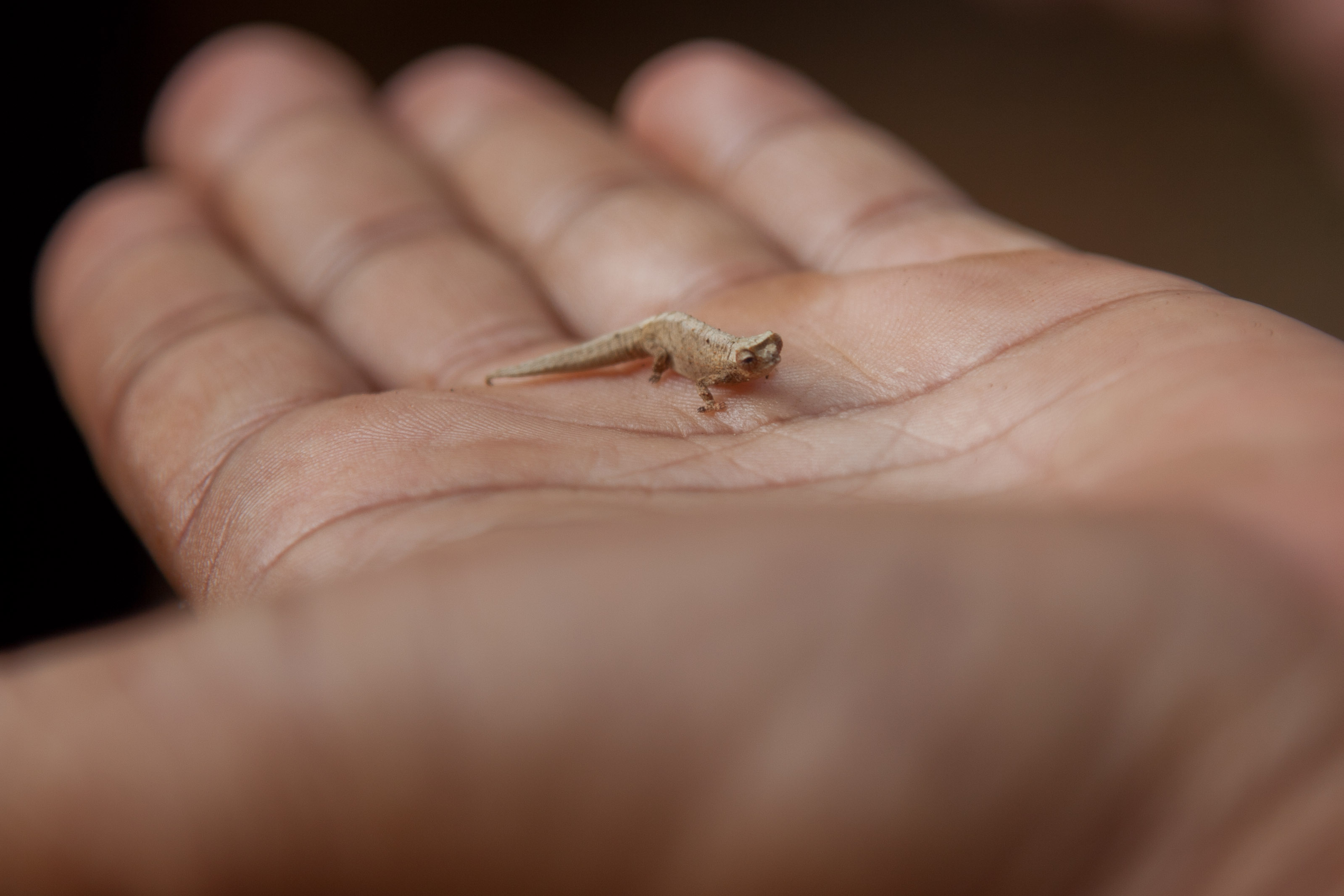